# Bregninge Kirke (Tåsinge)
 For alternative betydninger, se Bregninge Kirke. (Se også artikler, som begynder med Bregninge Kirke)
Bregninge Kirke er en middelalderlig kirke i landsbyen Bregninge på øen Tåsinge. Den ligger i Bregninge Sogn, Svendborg Kommune.
Kirken er med sine 74 meter over havets overflade en af Danmarks højest beliggende.
Lige overfor kirken findes Taasinge Museum.
- Alter
- Orgel

## Eksterne kilder og henvisninger
- Bregninge Kirke hos denstoredanske.dk
- Bregninge Kirke hos KortTilKirken.dk
- Bregninge Kirke på danmarkskirker.natmus.dk (Danmarks Kirker, Nationalmuseet)
- Bregninge Kirke Arkiveret 31. januar 2011 hos  Wayback Machine hos nordenskirker.dk

- Wikimedia Commons har flere filer relateret til Bregninge Kirke (Tåsinge)